# Haplogrupo C (ADN-Y)
Em genética humana, o haplogrupo C (ADN-Y) é um haplogrupo do cromossoma Y humano definido principalmente pela mutação M130, que deriva tal como o haplogrupo F, do haplogrupo CF. Como ilustra o mapa da caixa de informação ao lado, encontra-se disperso desde a Síberia até à Oceania. 